# Sony Ericsson K550
Sony Ericsson K550 — це мобільний телефон середнього рівня, розроблений і виготовлений компанією Sony Ericsson. Анонс відбувся 6 лютого 2007 року. Став спадкоємцем моделі K510 з дводіодним LED спалахом та рухомою шторкою для захисту об'єктиву камери та легкої активації камери телефону. Існує також варіант у вигляді K550im, що був першим телефоном в лінійці Cyber-shot, який мав повну підтримку сервісів i-mode. K550 була однією з перших моделей Sony Ericsson, в якій роз'єм Fast-Port знаходиться ліворуч замість типового розташування знизу.

## Технічні характеристики
- Sony Ericsson K550 оснащений 2-мегапіксельною камерою з автофокусом, 2-ма світлодіодами, та шторкою яка захищає об'єктив. Поряд з об'єктивом є невелике дзеркальце. Цифровий зум 2.25x.
- Працює в чотирьох діапазонах частот GSM 850, 900, 1800, 1900. Підтримує GPRS/EDGE з'єднання. SMS/MMS.
- Відтворення аудіо форматів AMR, MP3, WMA/AAC.
- Вбудована пам'ять 77 МБ (64 МБ доступно), обладнаний слотом для карт пам'яті Memory Stick Micro (M2) до 2 Гб (карта пам'яті на 64 МБ в комплекті).[3] Для заміни карти пам'яті потрібно зняти кришку.
- FM-радіо з RDS та розпізнаванням музики TrackID.
- Bluetooth v2.0 з підтримкою A2DP, Інфрачервоний порт (на верхній стороні телефону).
- Java MIDP 2.0 на базі платформи Java 7 від Sony Ericsson.
- Справжня багатозадачність (запуск до 5 додатків Java одночасно).
- Питомий коефіцієнт поглинання 1,25 Вт/кг (для 10 г).
- TDF-дисплей 1.9 дюймів з роздільною здатністю 176 × 220 пікселів, 262144 кольори.
- Літій-полімерний акумулятор BST-33, 950 mAh (час очікування 350 годин, 7 годин у режимі розмови), змінний.
- Формат сім-картки — Mini-SIM. Лоток для сім-картки знаходиться під акумулятором.
- Задня кришка корпусу тримається на двох защіпках.[3]

## Модифікація
Так само, як і інші моделі Sony Ericsson, починаючи з K750/W800/W810, K550 можна видозмінювати різними способами (наприклад, модифікувати драйвер камери для поліпшення якості зображення зйомки або акустичний драйвер для кращого відтворення звуку). Ці дві модифікації є найпоширенішими серед користувачів Sony Ericsson K550, а також користувачів інших моделей цього виробника. Меню телефону також можна видозмінювати, що дозволяє кастомізувати піктограми меню, макети чи фон медіа-плеєра. Корпус Sony Ericsson W610 підходить до K550, оскільки апаратно ці дві моделі однакові. Можливо також прошивати K550 за допомогою програмного забезпечення W610, на якому передбачено попередньо встановлені програми Walkman 2.0 та меню флеш-версій, але такі функції, як розсувний затвор, який є властивим для K550i, не будуть доступні у флеш-версії, оскільки W610i не підтримує апаратну архітектуру притаманну лише K550.